# Усть-Урлук
Усть-Урлу́к — село в Красночикойском районе Забайкальского края России. Входит в сельское поселение «Урлукское».

## География
Расположено при впадении реки Урлук в Чикой в 15 км к юго-западу от центра сельского поселения — села Урлук. До районного центра, села Красный Чикой — 104 км. 

## История
Основано в конце 1720-х годов после установления российско-китайской границы по Буринскому договору 1727 года как пограничный пост. В 1872—1918 годах — центр Усть-Урлукской станицы 1-го отдела Забайкальского казачьего войска. 

## Население
| 1926 | 1989 | 2002 | 2010 | 2021 |
| ---- | ---- | ---- | ---- | ---- |
| 31   | ↗203 | ↗206 | ↘140 | ↘126 |

## Инфраструктура
Начальная общеобразовательная школа, досуговый центр, филиал Урлукской библиотеки, фельдшерско-акушерский пункт.